# Michał Jelonek
Pour les articles homonymes, voir Jelonek.
 (juin 2013).
Michał Jelonek dit Jelonek est un compositeur, musicien et violoniste polonais. Il fait partie des groupes Hunter et Orkiestra Dni Naszych (pl).
De nombreuses fois récompensé, depuis 1993 il a donné plus de 1600 concerts tout autour du monde et a également produit des musiques de films et de publicités. Le 3 décembre 2007 il sort un album solo art rock intitulé Jelonek.
Jelonek joue et mélange plusieurs styles de musique très différents, entre autres la musique classique, pop, folk rock, metal, et hard rock.

## Discographie
- Ankh – Ankh (1993, MTJ)
- Ankh – Koncert akustyczny 1994 (1994, MTJ)
- Closterkeller – Scarlet (1995, Izabelin Studio)
- Ankh – ... będzie tajemnicą (1998, Folk)
- Firebirds – Trans... (1998, Izabelin Studio)
- Grejfrut – Tytuł płyty (2000, Universal Music)
- Maryla Rodowicz – 12 najpiękniejszych kolęd (2001, Universal Music)
- Maryla Rodowicz – Życie ładna rzecz (2002, Universal Music)
- Spooko – Spooko Panie Wiśniewski (2003, Universal Music)
- Hunter – Medeis (2003, Polskie Radio)
- Ankh – Expect Unexpected (2003, Metal Mind Productions)
- Perfect – Schody (2004, Universal Music)
- Ankh – Live in Opera '95 (2004, Metal Mind Productions)
- Hunter – T.E.L.I... (2005, Metal Mind Productions)
- Mafia – Vendetta (2005, Offmusic)
- Łzy – The Best Of 1996 - 2006 (2006, AR Łzy)
- Hunter – HolyWood (2006, Metal Mind Productions)
- Jelonek – Jelonek (2007, Mystic Production)
- Freak of Nature – Fabryka zła (2008, Mu-Sick Production)
- Kora – Metamorfozy (2008, Universal Music)
- Hunter – HellWood (2009, Mystic Production)
- Jelonek – Przystanek Woodstock (2010, Złoty Melon, DVD)
- Love De Vice – Numaterial (2010, Blackfield Media)
- Maciej Maleńczuk, Paweł Kukiz – Starsi panowie (2010, QL Music)
- Jelonek - Revenge (2011 Mystic Production)
- Jelonek - Classical Massacre (2019 Mystic Production)